# 徳島県道205号西黒田府中線
徳島県道205号西黒田府中線（とくしまけんどう205ごう にしくろだこうせん）は、徳島県徳島市を通る一般県道である。

## 概要
徳島市国府町西黒田から徳島市国府町府中に至る。

### 路線データ
- 起点：徳島市国府町西黒田（徳島県道206号西黒田中村線起点）
- 終点：徳島市国府町府中（国道192号交点、徳島県道29号徳島環状線上、徳島県道123号神山国府線・徳島県道232号平島国府線終点）
- 総延長：4.93 km（うち重複区間3.873 km）[1]

## 歴史
- 1959年（昭和34年）1月31日 - 徳島県道92号西黒田府中線として認定。
- 1972年（昭和47年）3月10日 - 現在の徳島県道205号として再認定。

## 路線状況

### 重複区間
- 徳島県道29号徳島環状線（徳島市国府町東黒田 - 徳島市国府町府中（終点））
- 徳島県道232号平島国府線（徳島市国府町府中）

### 道路施設

#### 橋梁
- 榎島橋（飯尾川、徳島市、徳島県道29号徳島環状線重複区間内）

## 地理

### 通過する自治体
- 徳島県
  - 徳島市

### 交差する道路
| 交差する道路 | 交差する場所 | 交差する場所 |
| --- | ------------ | ------------ |
| 徳島県道206号西黒田中村線                                                                                                 | 国府町西黒田 | 起点         |
| 徳島県道29号徳島環状線 重複区間起点                                                                                       | 国府町東黒田 |              |
| 徳島県道30号徳島鴨島線 | 国府町井戸   |              |
| 徳島県道152号府中停車場線 徳島県道232号平島国府線 重複区間起点                                                            | 国府町府中   |              |
| 国道192号 国道318号 重複 徳島県道29号徳島環状線 重複区間終点 徳島県道123号神山国府線 徳島県道232号平島国府線 重複区間終点 | 国府町府中   | 終点         |

### 交差する鉄道
- 徳島線

### 沿線
- 徳島市北井上支所
- 徳島市北井上小学校
- 徳島市北井上中学校
- JR四国徳島線 府中駅
- 四国霊場7番井戸寺
- 徳島市国府中学校